# Svappavaara
Svappavaara (Samisch: Veaikevárri; Fins: Vaskivuori) is een dorp in de gemeente Kiruna in het Zweedse deel van Lapland.
Svappavaara ligt in een groot moeras aan de voorheen Zweedse Rijksweg 45, inmiddels omgedoopt tot een deel van de Europese weg 45. Nabij dit dorp heeft de E45 een T-kruising met de Europese weg 10, vanuit of naar Kiruna. Het dorp is tegen een heuvelrug aan gebouwd, waardoor er een halve kom ontstaat; ideaal voor de voortplanting van muggen. De voorzieningen zijn beperkt; de meeste zaken moeten geregeld worden in Kiruna of Gällivare. De goederenspoorlijn werd voor het vervoer van ijzererts voor LKAB mijn bij Kiruna en een verwerkingsfabriek in Svappavaara in 1964 geopend. Op de spoorlijn werd tot de staalcrisis van 1984 ook erts vervoerd uit de mijn bij Svappavaara.
In 2013 wordt door Northland Resources bij Svappavaara een overslag plaats voor ertsconsentraat in gebruik genomen. Het ertsconsentraat wordt per vrachtauto uit Kaunisvaara aangevoerd en verder per trein naar Narvik vervoerd.
Bestuurscentrum: Kiruna (Tätort)
Tätort: Jukkasjärvi · Karesuando · Kuttainen · Övre Soppero · Svappavaara · Vittangi
Småort: Abisko · Idivuoma · Kauppinen · Kurravaara · Lannavaara · Laxforsen · Masugnsbyn · Mertajärvi · Närvä · Paksuniemi · Piksinranta · Saivomuotka
Overig: Alalahti · Alttajärvi · Årosjåkk · Björkliden · Holmajärvi · Jänkänalusta · Kaalasjärvi · Kalixfors · Kattuvuoma · Käyrävuopio · Krokvik · Kuoksu · Lainio · Laukkusluspa · Luongaslompolo · Maunu · Merasjärvi · Nedre Soppero · Nurmasuanto · Paittasjärvi · Parakka · Piilijärvi · Pirttivuopio · Poikkijärvi · Puoltsa · Rautas · Rensjön · Salmi · Silkkimuotka · Stenbacken · Suijajärvi · Torneträsk · Tuolluvaara · Vassijaure · Viikusjärvi · Vittangi · Vivungi